# Realtek
Realtek är ett taiwanesiskt företag som i huvudsak tillverkar digitala kretsar för användning i datorer och telekomutrustning. Företaget grundades år 1987.